# Salvaterra de Magos
Salvaterra de Magos là một huyện thuộc tỉnh Santarém, Bồ Đào Nha. Huyện này có diện tích 241 km², dân số thời điểm năm 2001 là 20161 người.